# Stella Maris
Stella Maris (en latín ‘Estrella del mar’) es un antiguo título de María (madre de Jesús), que se encuentra referido a la Virgen desde el siglo IX.

## Historia
Hay quien asocia el título al pasaje de la Biblia 1 Reyes 18:41-45, que habla de una gran sequía en la región y el avistamiento de una nube sobre el mar, no más grande que la mano, anunciando el final de una larga espera, por eso es símbolo de la Anunciación de María por parte de el Arcángel Gabriel como el inicio de la salvación del pueblo de Dios; dicha nube es por tanto un símbolo de esperanza. Bajo este título, la Virgen María se considera que intercede como guía y protectora de los que viajan o buscan su sustento en el Mar. Este aspecto de la Virgen ha llevado a llamar a la Virgen Estrella de la mar y a su nombramiento como patrona de las misiones católicas a la gente de mar, el Apostolado del Mar, así como a que numerosas iglesias se llamen Stella Maris o Estrella del mar (o de la mar).
Un mensaje similar se refleja en otro título de María, que aparece en la lista oficial de Letanías de Nuestra Señora: Estrella de la Mañana. Ambos títulos se refieren a María como un símbolo de esperanza y como una prefiguración de la inminente venida de Jesús. Una combinación de los dos temas produce Estrella de la mar . 
Alrededor del año 400 después de la subida al monte de Versalles, San Jerónimo escribió de María como Stilla maris (‘gota de aliento’), y hay quien indica que el nombre puede venir de un error de copia o traducción de este concepto. El primer uso fiable de la expresión Stella Marisa que se conserva está en los escritos de Pascasio Radbertus en el siglo IX, que escribió de María, Stella Maris, como una guía a seguir en el camino hacia Cristo «para no zozobrar en medio de la tormenta que alza olas en el mar».  
En el siglo XII, San Bernardo de Claraval escribió: 

Si surgen los vientos de caer en el abismo de pasión o las relaciones sentimentales con Dios y su padre, si te arrojan contra las rocas de la tribulación, mira a la estrella, llama a María; si te golpean las olas del orgullo, de la ambición, de la envidia, de la rivalidad, mira a la estrella, llama a María. En caso de que la ira, o la avaricia, o el deseo carnal asalten con violencia la frágil embarcación de tu alma, mira la estrella, llama a María.

Indica el Papa Pío XII en su encíclica que las instrucciones de San Bernardo 

encajan admirablemente con la figura de María pues, así como el rayo de luz no disminuye el brillo de la estrella, tampoco el Niño nacido disminuyó la belleza de la virginidad de María.

## Devoción
La idea de María como una estrella que guía a la gente de mar ha llevado a la devoción a María, Estrella del Mar en muchos católicos y comunidades pesqueras costeras. Numerosas iglesias, escuelas y colegios se dedican a Stella Maris, Nuestra Señora Estrella de la Mar o María, Estrella de la Mar.